# Racine (Québec)
Pour les articles homonymes, voir Racine.
Racine est une municipalité dans la municipalité régionale de comté du Val-Saint-François au Québec (Canada), située dans la région administrative de l'Estrie. La ville est nommée en l'honneur d'Antoine Racine, évêque de Sherbrooke.

## Histoire
Racine voit ses débuts en 1801, avec l'ouverture du Township d'Ely. La ville est établie par des habitants venant de Nouvelle-Angleterre. Amos Lay acquit le quart de la superficie de Township d'Ely et ouvrit un moulin à farine. En 1812, un conflit entre les États-Unis et l'Angleterre force les habitants à quitter la région pour aller prêter serment d'allégeance à la Couronne Britannique. Les quelques familles restantes doivent quitter la région, car elle est trop isolée. De 1813 à 1825, il n'y a personne à Township d'Ely.
En 1825, Silas Woodward fait son retour a Ely. Il va s'installer avec sa famille. D'autres familles anglaises vont suivre et le moulin à scie va être reconstruit, ainsi que des maisons. En 1837, des rébellions ont lieu. De ce fait, des familles écossaises vont venir s'installer.
En 1844, la ville accueille les premiers Canadiens français. En 1885 la ville se fait nommer Racine. En 1906, a eu lieu la création de la paroisse Saint-Théophile de Racine.
Dans les années 1970, la chorale La Farandole de Racine voit le jour. Une trentaine de chanteurs et de chanteuses de la région en font partie. 
En 2008, le marché Locavore se développe grâce à la participation des citoyens. En un mois, les installations sont construites. Depuis, le marché ouvre tous les samedis de juin à octobre.  
Depuis quelques années, la population de Racine rajeunit grâce aux nombreux entrepreneurs qui y développent leurs projets et aux Montréalais qui y achètent des fermes. La Fromagerie Nouvelle-France, notamment, est basée à Racine depuis 2010. 

## Géographie
La partie nord-ouest du lac Brompton est situé au sud-est de son territoire qui est délimité au nord-est par la rivière au Saumon, émissaire du lac Brompton.

## Démographie
| 1991 | 1996  | 2001  | 2006  | 2011  | 2016  | 2021  |
| ---- | ----- | ----- | ----- | ----- | ----- | ----- |
| 978  | 1 036 | 1 153 | 1 265 | 1 252 | 1 323 | 1 340 |

## Administration
Les élections municipales se font en bloc pour le maire et les six conseillers.
| Racine Maires depuis 2002                                                                                            |                        |         |          |
| Élection | Maire                  | Qualité | Résultat |
| 2002 | François Côté          |         | Voir     |
| 2005 | René Pelletier         |         | Voir     |
| 2009 | René Pelletier         | Voir    |          |
| 2013 | François Boissonneault |         | Voir     |
| 2016 | Serge Fontaine         |         | Voir     |
| 2017 | Christian Massé        |         | Voir     |
| 2021 | Mario Côté             |         | Voir     |
| Élection partielle en italique Depuis 2005, les élections sont simultanées dans toutes les municipalités québécoises |                        |         |          |

## Galerie photos

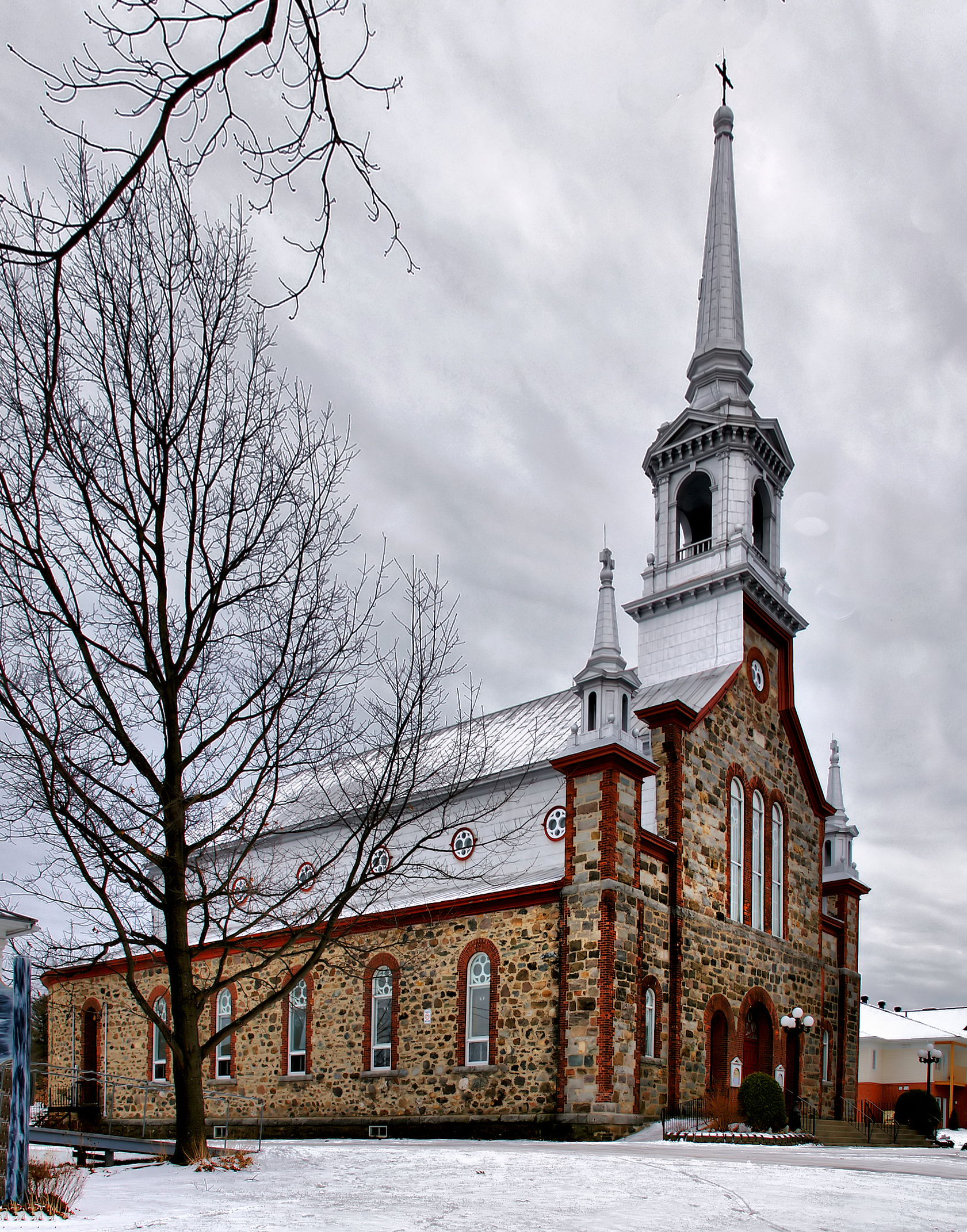
Église paroissiale St-Théophile
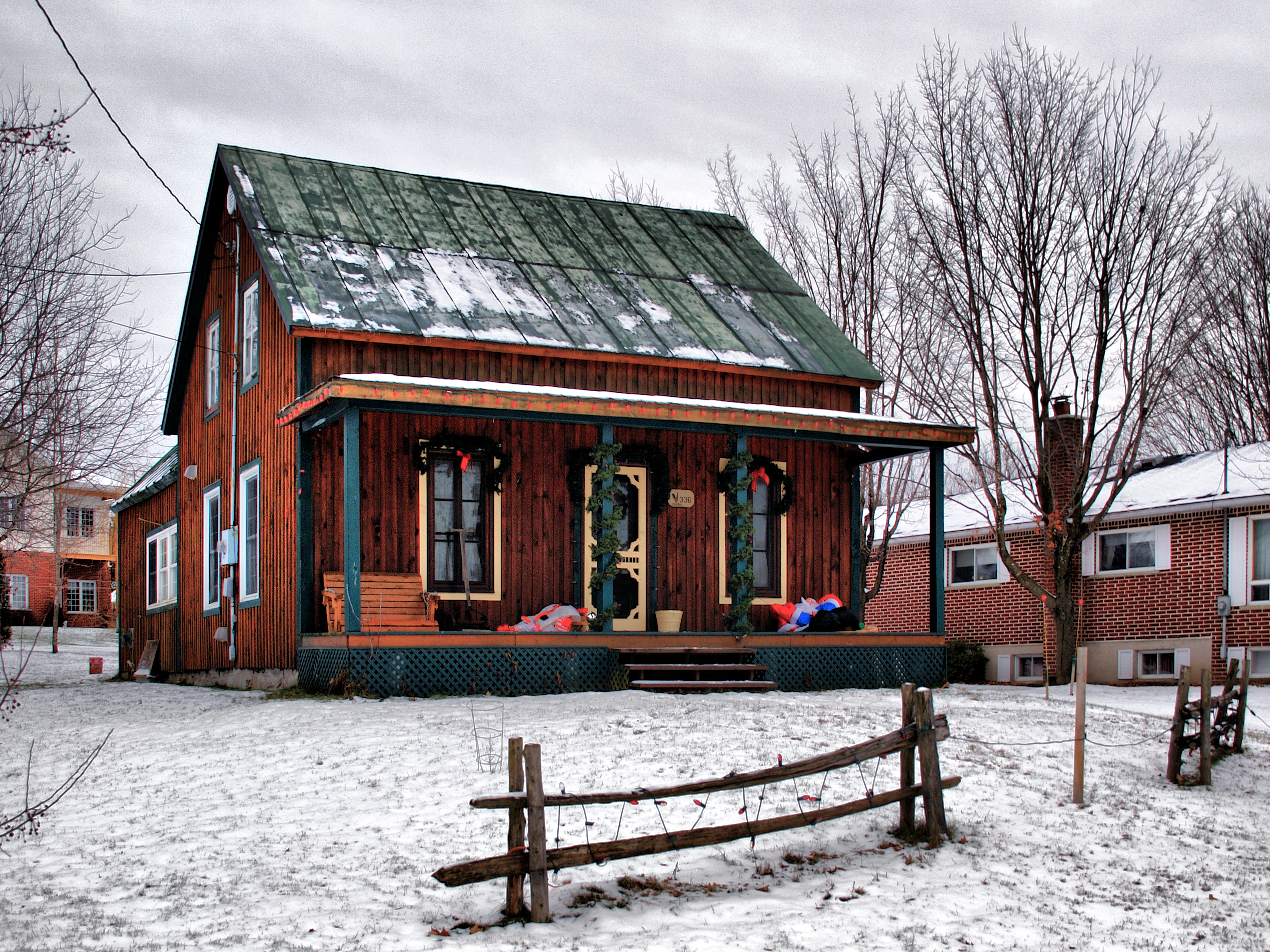
Maison du centre ville
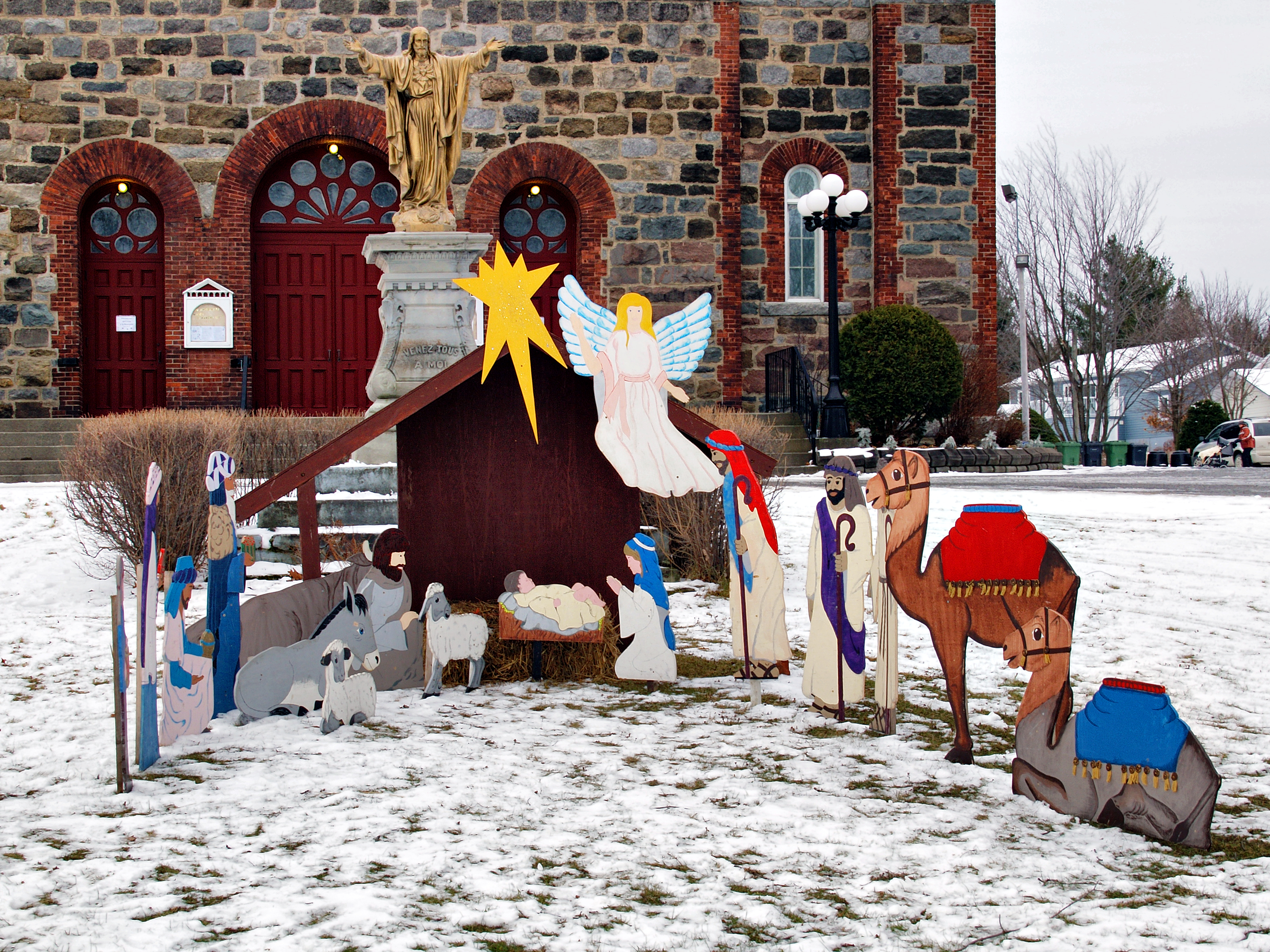
Crèche 2008
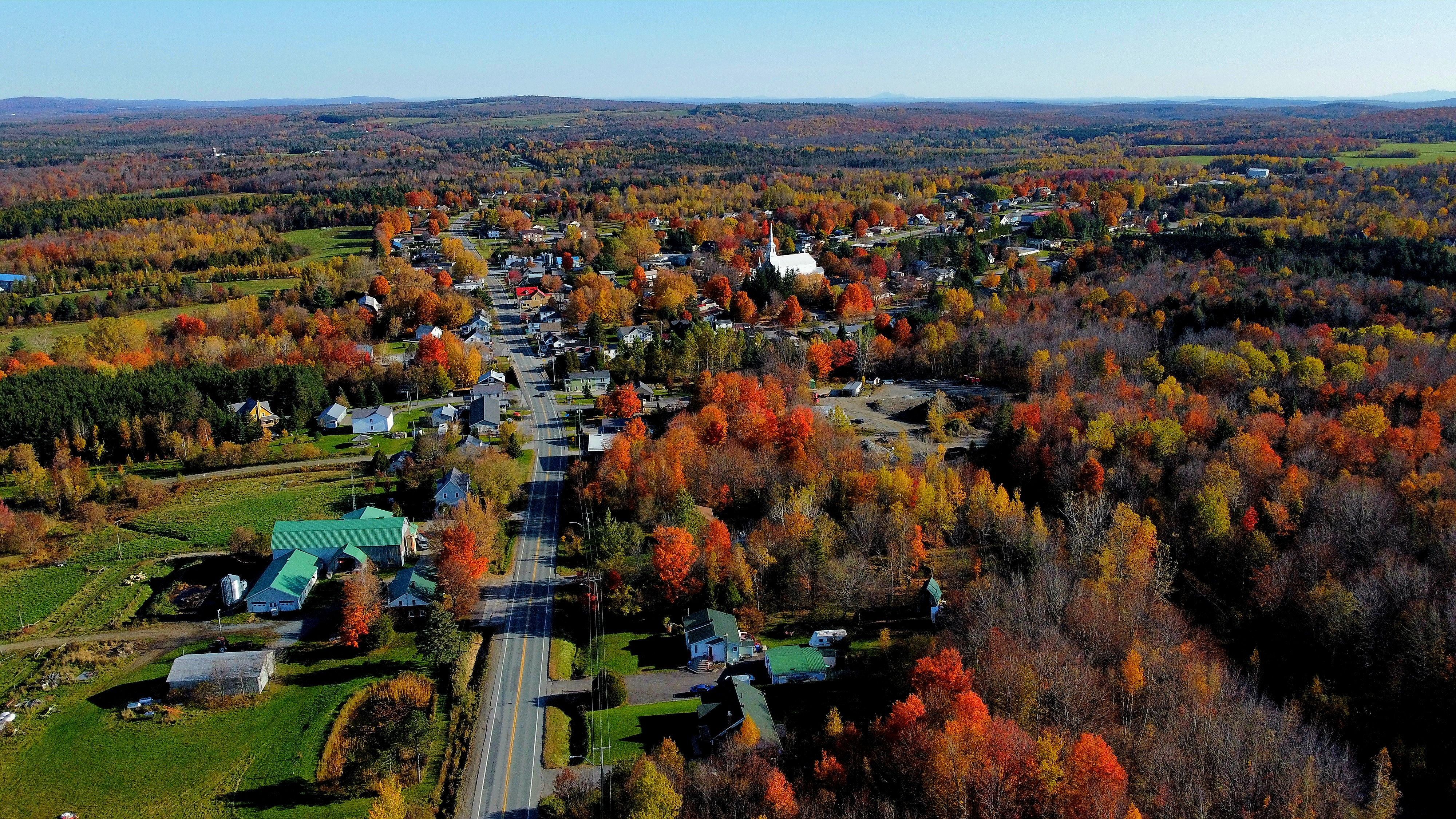
Vue aérienne du village
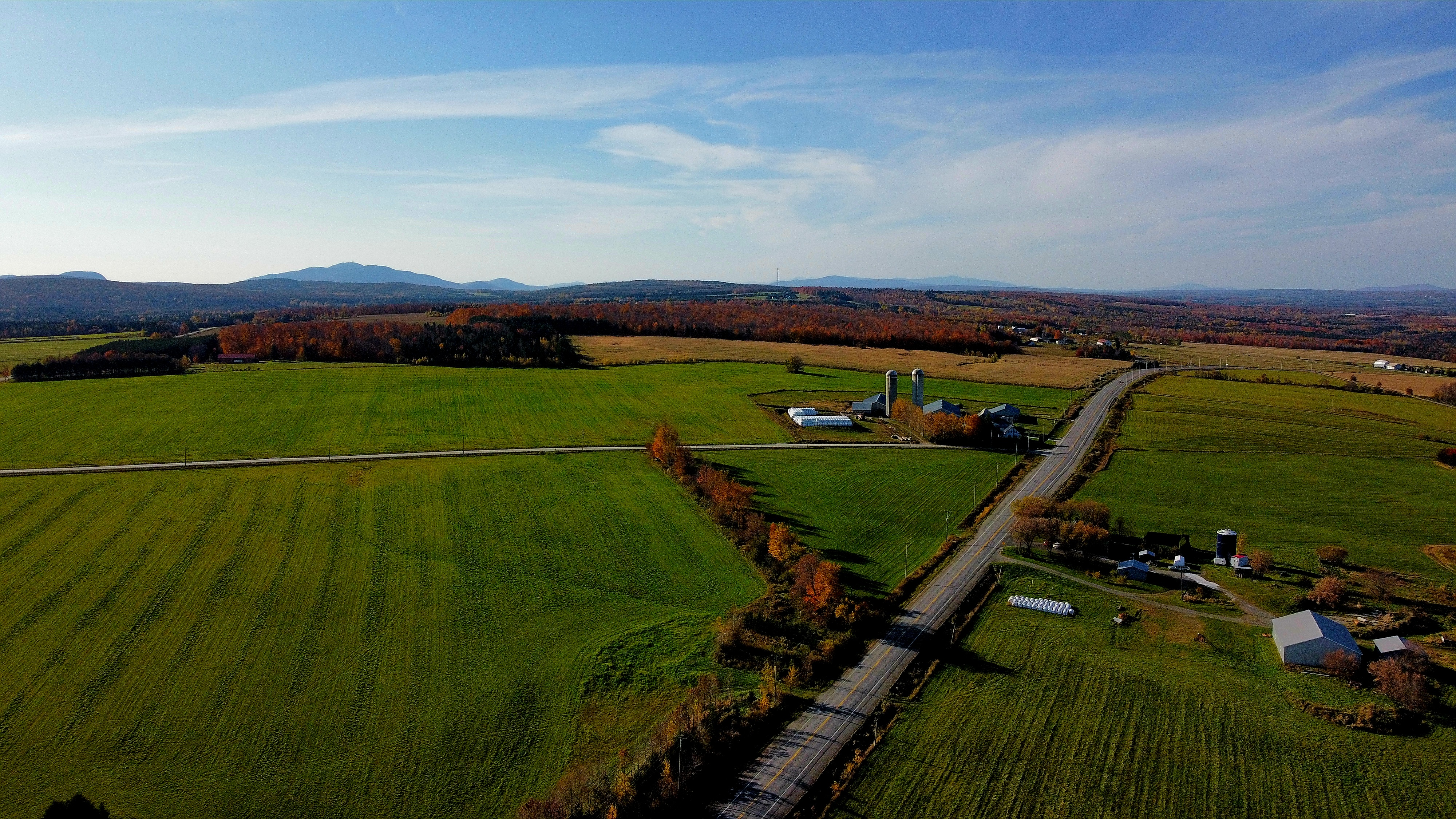
Ferme en bordure de la route 222/243